# كارلوس كروفورد
كارلوس كروفورد (بالإنجليزية: Carlos Crawford)‏ هو لاعب كرة قاعدة أمريكي، ولد في 4 أكتوبر 1971 في تشارلوت في الولايات المتحدة.